# Utimaco

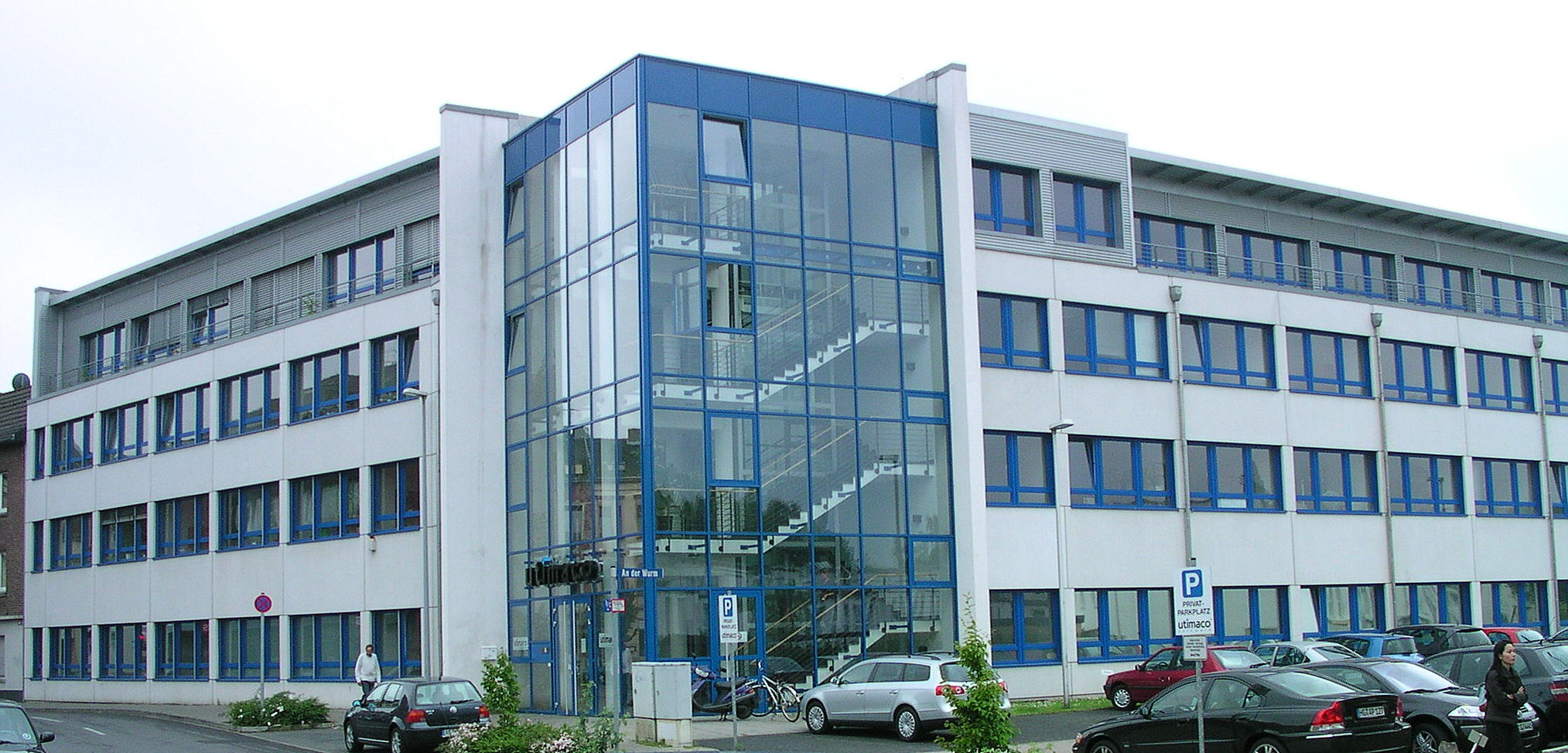
Firmengebäude in Aachen-Haaren, 2006

Utimaco ist ein international tätiges Unternehmen mit Hauptsitzen in Aachen und Campbell (Kalifornien), das sich im Bereich der Informationssicherheit bewegt. Utimaco betreibt ein reines Business-to-Business-Geschäft.

## Geschichte
Utimaco wurde 1964 gegründet mit Fokus auf den Betrieb von Rechenzentren.
1983 wurde Utimaco unter der Leitung von Horst Görtz, später Ehren-Aufsichtsratsvorsitzender im Unternehmen, in uti-maco Software GmbH umbenannt und der Fokus auf Informationssicherheit gerichtet. Die Standorte befinden sich in Aachen (Hauptsitz), Campbell, Mailand, im Vereinigten Königreich und Singapur.
1991 brachte Utimaco die erste Generation eines Hardware Security Module (HSM) heraus. 1994 entwickelte das Unternehmen das erste Lawful Interception (LI). Beide bilden bis heute die zwei Kernprodukte.
1999 übernahm Utimaco das 1988 gegründete Unternehmen KryptoKom, deren geschäftsführender Gesellschafter Norbert Pohlmann war. Ende Mai 1999 verbuchten Utimaco einen Jahresumsatz von 51 Millionen DM und KryptoKom 15,2 Millionen DM. Noch im gleichen Jahr ging Utimaco als Utimaco Safeware AG an die Börse. Zum 30. Juni 2000 konnte das am Neuen Markt notierte Unternehmen für das Geschäftsjahr 1999/2000 einen Umsatzwachstum in Höhe von 1,2 Millionen Euro (Umsatzsteigerung von 36 %) beziffern. Insgesamt belief sich der Umsatz im Geschäftsjahr auf 36 Millionen Euro bei einem Verlust von 0,6 Millionen Euro. 2000 wurde Utimaco dann im Nemax 50 aufgenommen.
Im August 2005 erfuhr die Utimaco Safeware AG einen Anstieg der Umsatzerlöse von 26,9 Millionen Euro im Vorjahr auf bis dahin 34,8 Millionen Euro (entspr. 29 %).
In den ersten sechs Monaten des Geschäftsjahrs 2008/2009 zeichnete sich ein Gewinnrückgang ab. Gegenüber dem Vorjahreszeitraum war in diesem Zeitraum der Umsatz um zwei Prozent auf 28,9 Millionen Euro gesunken.
Im Juli 2009 kaufte Sophos das deutsche IT-Sicherheitsunternehmen Utimaco. 2012 führte Sophos ein Squeeze-out-Verfahren gegen Utimaco (Spruchverfahren beim Landgericht Frankfurt am Main) durch. Die Sophos Holdings GmbH teilte im Mai 2012 in diesem Zusammenhang dem Vorstand der Utimaco Safeware AG mit, dass sie die Barabfindung für die Übertragung der Aktien der Utimaco-Minderheitsaktionäre auf die Sophos Holdings GmbH als Hauptaktionärin auf 16 Euro je auf den Inhaber lautende nennwertlose Utimaco-Stückaktie festgelegt habe. Sophos verkaufte 2013 Utimaco an die Finanzinvestoren Pinova Capital GmbH (München) und BIP Capital Partners (Luxemburg), seit Januar 2017 ist die Beteiligungsgesellschaft EQT Partners (Stockholm) ein weiterer Anteilseigner. Seit Juni 2022 hält SGT Capital (Frankfurt) die Mehrheitsanteile an Utimaco, EQT bleibt Minderheitsgesellschafter.
2015 und 2016 gewann Utimaco den TOP JOB Award. Im Herbst 2016 wurde mit Erweiterungsbauten am Firmenhauptsitz in Aachen-Haaren begonnen.
2018 übernahm Utimaco die Produktlinien Atalla Hardware-Sicherheitsmodul (HSM) und Enterprise Secure Key Manager (ESKM) von Micro Focus International plc. Das von Micro Focus erworbene Atalla Hardware-Sicherheitsmodul ergänzt die bestehende PaymentServer-Produktlinie von Utimaco und stärkt die Position von Utimaco im Bankensektor und für den Zahlungsverkehr. 
Im Februar 2020 kündigte Utimaco die Übernahme von Geobridge (Virgina, USA) an. Damit erweitert Utimaco sein Portfolio für das Finanzwesen um zusätzliche Lösungen für Key Management. Nach Abschluss der Übernahme wurde Geobridge mit seinen Mitarbeitern und Kunden in das Portfolio der Information-Security-Sparte (IS) von Utimaco eingebunden.
Im Dezember 2020 übernahm Utimaco das britische Unternehmen MYHSM, das 2018 gegründet wurde und heute der führende globale Anbieter von Payment HSM as-a-Service ist.
Im April 2021 übernahm Utimaco die exceet Secure Solutions GmbH, einen Spezialisten für sichere Lösungen in den Bereichen IT-Sicherheit und Internet der Dinge (IoT).
Im Juni 2021 übernahm Utimaco das spanische IT-Sicherheitsunternehmen Realsec, einen Anbieter von Hardware-Sicherheitsmodulen (HSM) mit Niederlassungen in Madrid und Mexiko.
Im April 2022 übernahm Utimaco das Unternehmen Celltick, einen Anbieter von öffentlichen Warnsystemen (Public Warning Systems), Massenbenachrichtigungssystemen und CBC (Cell Broadcast Center)-Anbieter.
Im April 2023 wurde das deutsche Unternehmen conpal GmbH, ein Anbieter von IT-Security-Lösungen zum Schutz vertraulicher Daten durch Verschlüsselung und Authentisierung, von Utimaco übernommen.
Mit Stand Januar 2025 wird Utimaco von Stefan Auerbach, Heino Erdmann, Håcan Tiwemark und Cindy Provin geleitet.

## Produkte
Das Kerngeschäft von Utimaco bilden zwei Produktkategorien:
- Hardware Security Module (HSM) zur Sicherung von kryptografischen Schlüsseln und digitalen Identitäten und zum Schutz von kritischen digitalen Daten und Infrastrukturen.
- Lawful Interception (LI) zur gesetzlichen Erfüllung von Telekommunikationsüberwachung.[20]

Daneben gibt es auch Spezialprodukte wie IMSI-Catcher für 5G-Netze.